# OBPA
| OBPA         | OBPA                                     |
| ------------ | ---------------------------------------- |
|              |                                          |
| IUPAC名      | 10,10'-オキシビス-10H-フェノキシアルシン |
| 別名         | バイナジン                               |
| 分子式       | C24H16O3As2                              |
| 分子量       | 502.23                                   |
| CAS登録番号  | 58-36-6                                  |
| 形状         | 白色の粉末                               |
| 融点         | 185~186 °C                               |
| 水への溶解度 | 5ppm                                     |

OBPA（10,10'-オキシビス-10H-フェノキシアルシン）は化学式 C24H16O3As2 で表される有機抗菌剤。米国モートンチオコール社が開発、「バイナジン（英:vinyzene）」の商品名で製造・販売している。主にプラスチックの抗菌・防カビ剤として用いられる。

## 効果等
MICはカビや黄色ブドウ球菌、枯草菌に対し 1 ppm、緑膿菌に対して 20 ppm。経口投与した場合のLD50は、ラットで 35〜50 mg/kg である。抗菌力・熱に対する安定性が高く、原体が安価であるため壁紙や人造皮革などのプラスチック製品に使われてきたが、ヒ素を含む化合物であるため、日本での使用は減少している。